# الكمه الحمراء (حبيل جبر)

تعديل مصدري - تعديل

الكمه الحمراء هي إحدى قرى عزلة حبيل جبر بمديرية حبيل جبر التابعة لمحافظة لحج، بلغ تعداد سكانها 55 نسمة حسب تعداد اليمن لعام 2004.